# Bears FC
Bears FC – bahamski klub piłkarski, mający siedzibę w stolicy kraju Nassau.

## Historia
Chronologia nazw:
- 1960: Tropigas FC
- 1996: Bears FC

Klub Piłkarski Tropigas FC został założony w mieście Nassau w 1960 roku. Najpierw występował w turniejach lokalnych. W sezonie 1991/92 startował w rozgrywkach BFA Senior League. W 1996 zmienił nazwę na Bears FC. W 2003 zdobył swój pierwszy tytuł mistrzowski.

## Sukcesy

### Trofea krajowe
| \| \| Zdobyte trofea w rozgrywkach Bahamów (stan na: 31-12-2017) \| |                                                            |      |                                                            |
| Rozgrywki                                                           | Osiągnięcie                                                | Razy | Sezon(y)                                                   |
| Mistrzostwo                                                         | I miejsce                                                  | 7    | 2002/03, 2008/09, 2009/10, 2010/11, 2011/12, 2013, 2015/16 |
| Mistrzostwo                                                         | II miejsce                                                 | 2    | 2014/15, 2016/17                                           |
| Mistrzostwo                                                         | III miejsce                                                | 1    | 2013/14                                                    |
| Puchar                                                              | zdobywca                                                   | 6    | 2002/03, 2003/04, 2005/06, 2006/07, 2010, 2011             |
| Puchar                                                              | finalista                                                  | 0    |                                                            |
| Bahamy                                                              | Zdobyte trofea w rozgrywkach Bahamów (stan na: 31-12-2017) |      |                                                            |

- Bahamas President's Cup:
  - mistrz: 2009/10, 2010/11
- New Providence Football League:
  - mistrz: 2001/02, 2002/03, 2003/04, 2007, 2008
- New Providence FA Cup:
  - mistrz: 2002/03, 2003/04, 2005/06, 2006/07, 2008/09, 2011/12
- Bahamas Charity Shield:
  - mistrz: 2010, 2011

## Stadion
Klub rozgrywa swoje mecze domowe na stadionie Thomas Robinson Stadium w Nassau, który może pomieścić 15,250 widzów.